# Hu Nim
Pour les articles homonymes, voir Nim.
Hu Nim (Kompong Cham, 25 juillet 1932 – Phnom Penh, 6 juillet 1977), alias camarade Phoas, était un homme politique cambodgien.
Membre du mouvement khmer rouge, il sera purgé par ses coreligionnaires, probablement pour avoir défendu des vues sur la collectivisation moins radicales que celles de ces derniers.

## Biographie
Il naquit en 1932 , au sein d’une famille paysanne, dans la province de Kompong Cham.
Nim commence sa scolarité à l’école élémentaire de Kompong Cham ; il continue ensuite ses études, financées par sa future belle-famille, au Lycée Sisowath à Phnom Penh où il loge au Wat Ounalom. Au début des années 1950, comme beaucoup de futurs partisans khmers rouges, il se rapproche du parti démocrate qui milite alors pour l’indépendance du pays.
Malgré ses origines modestes, il peut poursuivre de brillantes études qui le mènent jusqu’au poste de directeur des douanes.
En 1958, avant les élections législatives, Norodom Sihanouk recrute Nim et quatre autres jeunes gauchistes, dont Khieu Samphân et Hou Yuon, pour créer une opposition parlementaire capable de contrecarrer l’aile droite de son mouvement (le Sangkum Reastr Niyum). Après leur victoire aux élections, ils occupent plusieurs postes ministériels dans les gouvernements successifs de l’époque. Les talents d’orateur de Nim lui valent même d’accéder en 1961 à la vice-présidence de l’assemblée nationale.
Au début de ces années 1960, il rejoint également le quotidien sihanoukiste Neak Cheat Niyum, et après un voyage à Pékin, il crée l’association d’amitié khméro-chinoise (en) ; il va également à Pyongyang et à Hanoï où il rencontre Hô Chi Minh.
Tout en poursuivant ses activités politiques, il prépare un doctorat en administration publique à l’université de Phnom Penh. Sa thèse, intitulée Les services publics et économiques au Cambodge et qu’il soutiendra avec succès en 1965, déplorait la dépendance du pays vis-à-vis de l’extérieur et outre une plus grande autarcie, prônait la collectivisation au niveau local des moyens de production afin de favoriser une meilleure coopération. Toutefois, c’étaient les principaux intéressés qui devaient de leur plein gré procéder à ces mises en commun de leurs biens, convaincus des avantages qu’ils allaient en tirer ; il n’était alors nullement question d’imposer ces changements par la contrainte comme le fera le régime khmer rouge.
En avril 1967, à la suite de révoltes paysannes dans la province de Battambang, l’attitude de Norodom Sihanouk se durcit vis-à-vis de son aile gauche et il menace de faire convoquer Hou Yuon et Khieu Samphân devant des tribunaux militaires afin de leur poser quelques questions ; craignant pour leurs vies, les deux intéressés quittent précipitamment la ville. Toutefois, quand on découvre leur disparition, beaucoup à Phnom Penh pensent qu’ils ont été tués et des milliers d'étudiants se seraient réunis dans différents monastère des provinces de Kandal et Kompong Cham pour commémorer ce qu’ils appellent le martyre de Hou Yuon et Khieu Samphân. Sous la pression du prince excédé par ses manifestations, Hu Nim doit, lors d’un congrès national, réaffirmer sa loyauté envers son monarque et affirme que les tracts peu respectueux envers le souverain découverts dans certaines campagnes doivent être l’œuvre d’agents aux ordres de Lon Nol. Peu convaincu par les explications, Sihanouk humilie publiquement Hu Nim en lui faisant des remontrances devant un millier de participants acquis à la cause du prince.
Dans la seconde moitié de 1967, Hu Nim, qui est resté à l’assemblée, est devenu un sujet d’inquiétude pour Sihanouk. Lorsque Nim soumet une pétition au parlement demandant la réhabilitation de l’association d’amitié khméro-chinoise, préalablement fermée sur ordre du prince, ce dernier, accompagné de Kou Roun, le chef de la police politique, se rend à Kompong Cham, dans la circonscription du député pour une sévère réprimande. En présence de l’intéressé, le monarque menace de le poursuivre lui aussi devant un tribunal militaire, ajoutant que ses actes de « trahison envers le peuple » ne font plus de lui un Cambodgien. Quelques jours plus tard, le 7 octobre 1967 exactement, Hu Nim s’enfuit vers une base du PCK de la chaîne des Cardamomes. Phouk Chhay, un jeune collègue de Hu Nim qui avait choisi de rester est arrêté deux jours plus tard et menacé de mort avant d’être condamné à la prison à vie.
En mars 1970, profitant de l'absence de Sihanouk, la droite cambodgienne le dépose. Le 23 mars, depuis Pékin où il avait trouvé refuge, le prince lance un appel aux armes et invite tous les Cambodgiens à rejoindre le Front uni national du Kampuchéa qu’il va créer prochainement et qui outre ses partisans doit aussi comporter ses ennemis khmers rouges de la veille. Si l’appel a peu de répercussion dans les villes, il n'en est pas de même des campagnes où les maquis connaissent une croissance fulgurante. Le 10 avril, Hu Nim, Khieu Samphân et Hou Yuon, surnommés les trois fantômes depuis leur disparition de Phnom Penh et que beaucoup pensent liquidés par la police de Sihanouk, font leur première déclaration publique depuis 1967 dans laquelle ils apportent leur soutien au front dirigé par Sihanouk et demandent aux paysans cambodgiens de rejoindre les maquis.
Peu après, Hu Nim devient ministre de l’information et de la propagande du gouvernement royal d'union nationale du Kampuchéa, établi depuis Pékin par le monarque déchu. Il conserve cette fonction en 1975, lorsque les Khmers rouges prennent le pouvoir à Phnom Penh. Toutefois, victime d’une des nombreuses purges du régime, il est arrêté le 10 avril 1977, amené pour être « interrogé » au centre de Tuol Sleng et exécuté le 6 juillet 1977.
Il était connu pour son opposition aux politiques de Pol Pot concernant l’abolition de la monnaie et l’évacuation des villes ; il est fort probable que ce sont ces divergences qui ont causé sa perte.